# Никола Петковић (фудбалер, 1986)
Никола Петковић (Београд, 28. март 1986) српски је фудбалер. Игра у одбрани.

## Клупска каријера
Петковић је играо у млађим категоријама Рада и Црвене звезде. Сениорски фудбал је почео да игра у Радничком из Пирота одакле прелази у новосадску Војводину. Добре партије у дресу Војводине обезбедиле су му трансфер у турског прволигаша Генчлербирлиги. У овом клубу је током првог дела сезоне 2007/08. одиграо шест првенствених утакмица да би за други део сезоне био позајмљен екипи Хацетепа. У августу 2008. године је позајмљен Црвеној звезди, за коју је током јесењег дела сезоне 2008/09. наступио на 13 првенствених утакмица.
Петковић је у јануару 2009. године отишао на пробу у Ајнтрахт из Франкфурта. Задовољио је челнике клуба па је и потписао уговор са немачким бундеслигашем. Играч Ајнтрахта је био до 2011. године, с тим што је током 2010. године био на позајмици у руском Тому из Томска а током 2011. године на позајмици у Ал Ахлију из Саудијске Арабије. За Ајнтрахт је наступио на девет утакмица у немачкој Бундеслиги.
У августу 2011. Петковић се вратио у Црвену звезду са којом је потписао уговор на две плус једну годину. Током сезоне 2011/12. је одиграо само 12 утакмица у Суперлиги Србије. Са Црвеном звездом је освојио Куп Србије 2012. године. У јуну 2012. из клуба су му поручили да не рачунају на њега за нову сезону, па је Петковић договорио споразумни раскид уговора. Почеком септембра 2012. је као слободан играч потписао уговор са Хапоелом из Тел Авива. Током јесењег дела сезоне 2012/13. је одиграо осам првенствених сусрета за Хапоел. Након што је Петковић одлучио да опрости дуг Црвеној звезди, добио је позив из клуба да се поново врати. Петковић је у јануару 2013. поново потписао уговор са Звездом, па је тако по трећи пут постао играч београдских црвено-белих. Током пролећног дела сезоне 2012/13. је био стандардан и одиграо је 11 првенствених утакмица.
У септембру 2013. године је потписао једногодишњи уговор са екипом Сиднеја. Петковић је у сезони 2013/14. одиграо 28 првенствених утакмица и проглашен је за најбољег играча клуба у сезони. Након успешне сезоне, клуб је одлучио да продужи уговор са њим на још једну сезону. И у другој сезони је био стандардан у екипи Сиднеја и одиграо је 26 првенствених сусрета. У јуну 2015. се вратио у европски фудбал и потписао уговор са белгијским прволигашем Вестерлом. Одиграо је 15 утакмица за Вестерло током јесењег дела сезоне 2015/16, да би у јануару 2016. тражио раскид уговора због приватних разлога.
Током 2016. и 2017. године је играо у кинеској Суперлиги за Јанбиан. У фебруару 2018. се вратио у Србију и прикључио се екипи Земуна. За клуб из Горње Вароши је током пролећног дела сезоне 2017/18. одиграо осам утакмица у Суперлиги Србије. Током 2018. је играо и на Тајланду за Полис Теро, да би од 2019. године постао играч кинеског друголигаша Сичуан Лонгфор. Почетком септембра 2019, Петковић се после 12 година вратио у новосадску Војводину, са којом је потписао двогодишњи уговор. Након једне полусезоне, и само три одиграна првенствена меча, Петковић је раскинуо уговор са Војводином.

## Репрезентација
Петковић је био репрезентативац Србије до 21 године. Са овом селекцијом је освојио друго место на Европском првенству 2007. у Холандији.
Током 2019. године је играо за репрезентацију Кине до 25 година на незваничној пријатељској утакмици против Б селекције Словеније.

## Хуманитарни рад
У априлу 2020. године, поклонио Србији 100.000 заштитних маски, као донација Србији у борби против корона вируса.

## Трофеји

### Црвена звезда
- Куп Србије (1) : 2011/12.